# Jean Vernet
Pour les articles homonymes, voir Vernet.
Jean Vernet, né le 18 mars 1904 à Saint-Jean-de-Fos et mort le 29 juillet 1996 à Nice, est un alpiniste et géologue français. Son frère cadet, Georges, est également alpiniste.

## Biographie
Jean Baptiste Vernet, né dans l'Hérault, est initié par son père, dès son enfance, aux activités alpines. Sa première rencontre avec les Alpes se trouve être aux Aiguilles de Lus, en 1911. En 1920, la famille Vernet revient s'installer à Nice, d'où elle est originaire.
Dans les années 1920 et 1930, souvent accompagné de son frère Georges, il ouvre de nombreuses voies difficiles dans les Alpes, en particulier :
- À la Barre des Ecrins, le 31 juillet 1926, l'Arête Rouge, en compagnie de Roubène Toumayeff[3] ;
- Aux Caïres de Cougourde, cime III, le 4 octobre 1931, dans la Directissime, en compagnie de Georges et A. Aulois[4] et à la cime IV, en compagnie de Jean Charignon, le 17 juin 1934[5] ;
- À La Meije, le 12 septembre 1934, dans la face sud, accompagnant Pierre Allain et Raymond Leininger ;
- À la Pointe Giegn, le 28 octobre 1934 dans un dièdre qui porte son nom, en compagnie de George et Jean Charignon[4].

Jean Vernet est considéré comme un ouvreur de nouvelles voies particulièrement prolifique.
En 1935, il est candidat aux élections municipales sur la liste du PCF. La Seconde Guerre mondiale met un coup d'arrêt à ses ascensions : il est mobilisé en 1939. Militant et résistant communiste, il est déporté comme son frère Georges à Dachau, lequel n'en revient pas.
Ses ascensions reprennent à la Libération, et en 1954 commence officiellement sa carrière de géologue. Il est engagé comme chercheur du Service de la Carte géologique de la France et devient, quelques années plus tard, chargé de recherches au CNRS. 
Le travail géologique de Jean Vernet comporte deux périodes : il s'attelle d'abord à de la prospection minière dans les
Alpes-Maritimes, et s'oriente vers de la cartographie dans un second temps, notamment dans les massifs de l'Argentera et du Pelvoux.
Il est l'auteur de différents ouvrages sur la montagne, comme Au coeur des Alpes. 
Il a également réalisé un film, avec l'aide de son frère Georges qui est conservé au CNC : Cimes, en 1937 qui met en scène Hélène Mora et Robert Streizt, compagnons de cordée lors de l'ascension du mont Pelvoux.
Le quartier de Saint-Martin-Vésubie nommé « Le Vernet », n'est pas lié à Jean Vernet.

## Livres et écrits
- Barre des Écrins - Chronique et itinéraire de la 1ière ascension, Annuaire GHM, 1927, N°2, p.45-47.
- Nos amies les cimes - Récits d'escalades dans les Alpes, éditions J. Susse, Paris, 1948.
- Au cœur des Alpes[12], Éditions Arthaud, Paris - Grenoble, janvier 1951, 212 p.
- Nos amies les cimes - Récits de montagne, Éditions Serre, Nice, mars 1987, 234 p.  (ISBN 2-86410-090-8)